# Jean Alfred Fournier
Jean Alfred Fournier (12 de março de 1832 — Paris, 23 de dezembro de 1914) foi um médico dermatologista francês que se especializou no estudo de doenças venéreas.
Sua principal contribuição para a ciência médica foi o estudo da sífilis congênita, de que ele forneceu uma descrição em 1883.
Seu nome está associado com os três seguintes termos médicos:
- Síndrome de Fournier ou gangrena de Fournier: gangrena causada pela infecção do escroto e, geralmente, associados com a diabetes.
- Sinal de Fournier: feridas na boca, após a cicatrização de lesões na sífilis congênita.
- Tíbia de Fournier: espessamento fusiforme e arqueamento anterior da tíbia na sífilis congênita.